# Твердження, еквівалентні аксіомі вибору
У статті розглядаються різні формулювання і доводиться еквівалентність таких тверджень:
- Аксіома вибору
- Теорема Цермело
- Принцип максимуму Гаусдорфа
- Лема Цорна

Еквівалентність цих тверджень слід розуміти в тому сенсі, що будь-якого з них, разом із системою аксіом Цермело — Френкеля (ZF), достатньо, щоб довести інші.

## Лема Цорна і принцип максимуму Гаусдорфа
Формулювання леми Цорна.
{\displaystyle {\mathcal {ZL}}_{1}.} Частково впорядкована множина, в якій будь-який ланцюг має верхню грань, містить максимальний елемент.
{\displaystyle {\mathcal {ZL}}_{2}.} Якщо будь-який ланцюг у частково впорядкованій множині {\displaystyle M} має верхню грань, то будь-який елемент із {\displaystyle M} підпорядкований деякому максимальному.
{\displaystyle {\mathcal {ZL}}_{3}.} Нехай сімейство множин {\displaystyle {\mathfrak {M}}} володіє тією властивістю, що об'єднання будь-якого ланцюга множин з {\displaystyle {\mathfrak {M}}} є знову множиною цього сімейства. Тоді {\displaystyle {\mathfrak {M}}} містить максимальну множину.
Формулювання принципу максимуму Гаусдорфа (англ. Hausdorff Maximal Principle):
{\displaystyle {\mathcal {HM}}_{1}.} У будь-якій частково впорядкованій множині існує максимальна лінійно впорядкована підмножина.
{\displaystyle {\mathcal {HM}}_{2}.} У частково впорядкованій множині кожен ланцюг міститься в деякому її максимальному ланцюгу.

Еквівалентність цих пропозицій доводитимемо за такою схемою:
{\displaystyle I.\;{\mathcal {ZL}}_{1}{\Leftrightarrow }{\mathcal {ZL}}_{2}}
Ясно, що {\displaystyle {\mathcal {ZL}}_{1}} випливає із {\displaystyle {\mathcal {ZL}}_{2}}, оскільки в {\displaystyle {\mathcal {ZL}}_{2}} стверджується більше: існує максимальний елемент, більший від заданого {\displaystyle a}. І навпаки, нехай {\displaystyle M} — частково впорядкована множина, в якій будь-який ланцюг має верхню грань, і нехай {\displaystyle a\in M}. Застосуємо {\displaystyle {\mathcal {ZL}}_{1}} до множини {\displaystyle M^{'}=\{m\in M\mid m\geqslant a\}}. Її максимальний елемент {\displaystyle {\overline {a}}} також є і максимальним елементом {\displaystyle M}, і, крім того, задовольняє умові {\displaystyle a\leqslant {\overline {a}}}.
{\displaystyle II.\;{\mathcal {ZL}}_{2}{\Rightarrow }{\mathcal {ZL}}_{3}}
Сімейство множин {\displaystyle {\mathfrak {M}}} частково впорядковане за теоретико-множинним відношенням включення {\displaystyle \subseteq }. Будь-який ланцюг множин {\displaystyle \{M_{\alpha }\}} має верхню грань — це множина {\displaystyle \bigcup M_{\alpha }}, яка, за припущенням, належить системі {\displaystyle {\mathfrak {M}}}. У силу {\displaystyle {\mathcal {ZL}}_{2}} в сімействі є максимальний елемент, тобто максимальна за включенням множина.
{\displaystyle III.\;{\mathcal {ZL}}_{3}{\Rightarrow }{\mathcal {HM}}_{2}}
Нехай {\displaystyle M} — частково впорядкована множина, {\displaystyle C_{0}} — ланцюг у {\displaystyle M}, {\displaystyle {\mathfrak {M}}} — множина всіх ланцюгів у {\displaystyle M}, що містять {\displaystyle C_{0}}, упорядкованих відносно включення. Існування максимального ланцюга, що містить {\displaystyle C_{0}}, тепер випливає із {\displaystyle {\mathcal {ZL}}_{3}}, стосовно до {\displaystyle {\mathfrak {M}}}, і того факту, що об'єднання всіх множин ланцюга в {\displaystyle {\mathfrak {M}}} («ланцюги ланцюгів»), знову є множиною з {\displaystyle {\mathfrak {M}}}.
{\displaystyle IV.\;{\mathcal {HM}}_{2}{\Rightarrow }{\mathcal {HM}}_{1}}
Очевидно. {\displaystyle {\mathcal {HM}}_{1}} — окремий випадок {\displaystyle {\mathcal {HM}}_{2}}, коли початковий ланцюг — порожня множина {\displaystyle \varnothing }.
{\displaystyle V.\;{\mathcal {HM}}_{1}{\Rightarrow }{\mathcal {ZL}}_{1}}
Нехай {\displaystyle M} — частково впорядкована множина в умові {\displaystyle {\mathcal {ZL}}_{1}}. Розглянемо максимальний ланцюг {\displaystyle C} в {\displaystyle M}, існування якого випливає з {\displaystyle {\mathcal {HM}}_{1}}. За умовою цей ланцюг має верхню грань {\displaystyle {\overline {a}}}. Тоді {\displaystyle {\overline {a}}} є максимальним елементом {\displaystyle M}, і крім того, належить ланцюгу. Припустивши протилежне, ми прийдемо до суперечності з умовою максимальності {\displaystyle C}.
Ці міркування доводять еквівалентність принципу максимуму Гаусдорфа і леми Цорна.

## Теорема Цермело
Формулювання теореми Цермело (англ. Well Ordering Principle)
{\displaystyle {\mathcal {WO}}.} Будь-яку множину можна цілком упорядкувати.
{\displaystyle {\mathcal {ZL}}_{1}\Rightarrow {\mathcal {WO}}}
Нехай {\displaystyle M} — довільна дана множина. Покажемо, що її можна цілком упорядкувати.
Розглянемо сукупність {\displaystyle {\mathfrak {M}}} усіх пар {\displaystyle \langle A,\leqslant _{A}\rangle }, де {\displaystyle A\subseteq M}, а {\displaystyle \leqslant _{A}} — відношення повного порядку на {\displaystyle A}. На множині {\displaystyle {\mathfrak {M}}} уведемо природне відношення порядку: {\displaystyle \langle B,\leqslant _{B}\rangle } слідує за {\displaystyle \langle A,\leqslant _{A}\rangle }, якщо {\displaystyle \langle A,\leqslant _{A}\rangle } є початковий відрізок {\displaystyle \langle B,\leqslant _{B}\rangle }, тобто якщо {\displaystyle A=\{a\in B:a<b\}} для деякого {\displaystyle b\in B} і на множині {\displaystyle A} відношення {\displaystyle \leqslant _{B}} збігається з {\displaystyle \leqslant _{A}}.
Далі доведемо два твердження.
I. В {\displaystyle {\mathfrak {M}}} існує максимальний елемент. Це випливає із {\displaystyle {\mathcal {ZL}}_{1}} і того факту, що якщо {\displaystyle {\mathfrak {C}}} — ланцюг у {\displaystyle {\mathfrak {M}}}, то об'єднання всіх елементів {\displaystyle C\in {\mathfrak {C}}} є також елементом {\displaystyle {\mathfrak {M}}}, який є верхньою гранню ланцюга {\displaystyle {\mathfrak {C}}}.
II. Якщо {\displaystyle \langle A,\leqslant _{A}\rangle } — максимальний елемент, то {\displaystyle A=M}. Якби {\displaystyle M\setminus A} була непорожньою, то взявши який-небудь елемент {\displaystyle b\in M\setminus A}, і поклавши {\displaystyle b>a} для будь-якого {\displaystyle a\in A}, ми отримали б цілком упорядковану множину {\displaystyle A\cup \{a\}}, початковим відрізком якої є {\displaystyle A}. Це суперечить припущенню про максимальність {\displaystyle \langle A,\leqslant _{A}\rangle }.
Таким чином, ми маємо цілком упорядковану множину {\displaystyle \langle M,\leqslant _{M}\rangle }. Що й потрібно було довести.
{\displaystyle {\mathcal {WO}}\Rightarrow {\mathcal {HM}}_{1}}
Нехай {\displaystyle \langle M,\preceq \rangle }  частково впорядкована множина. В силу теореми Цермело множину {\displaystyle M} можна цілком упорядкувати. Нехай {\displaystyle \leqslant } — відношення цілкомупорядкування на {\displaystyle M}.
Визначимо розбиття множини {\displaystyle M} на дві підмножини {\displaystyle C} і {\displaystyle {\overline {C}}} індукцією за цілком упорядкованою множиною {\displaystyle \langle M,\leqslant \rangle } (такий спосіб також називають трансфінітною рекурсією).
Нехай {\displaystyle a\in M} і всі елементи {\displaystyle b<a} вже віднесено або до {\displaystyle C}, або до {\displaystyle {\overline {C}}}. Віднести {\displaystyle a} до {\displaystyle C}, якщо він порівняємо з усіма елементами {\displaystyle C}; в іншому випадку віднесемо його до {\displaystyle {\overline {C}}}.
Проводячи таким чином індуктивну побудову за цілком впорядкованою множиною {\displaystyle \langle M,\leqslant \rangle } ми отримаємо множини {\displaystyle C} і {\displaystyle {\overline {C}}}. Як видно з побудови {\displaystyle C} — ланцюг в {\displaystyle \langle M,\preceq \rangle }. Крім того, ясно, що він є максимальним. Таким чином, ми довели принцип максимуму Гаусдорфа.

## Аксіома вибору
Формулювання аксіоми вибору:
{\displaystyle {\mathcal {AC}}.} Для кожного сімейства непорожніх множин {\displaystyle \{S_{\alpha }\},\alpha \in A} існує функція вибору {\displaystyle f}, тобто {\displaystyle \forall \alpha \;f(\alpha )\in S_{\alpha }}
Достатньо довести еквівалентність {\displaystyle {\mathcal {AC}}} одному з тверджень {\displaystyle {\mathcal {ZL}},{\mathcal {HM}},{\mathcal {WO}}}. Однак нижче наведено декілька доведень.
{\displaystyle {\mathcal {AC}}\Rightarrow {\mathcal {WO}}}
Див. книгу Гаусдорфа, або Куроша.
{\displaystyle {\mathcal {AC}}\Rightarrow {\mathcal {HM}}}
Міркування аналогічне тому, що використовувалося для доведення {\displaystyle {\mathcal {AC}}\Rightarrow {\mathcal {WO}}}.
Упорядкуємо кожне {\displaystyle \{S_{\alpha }\}}, і потім визначимо функцію вибору як мінімальний елемент множини:
{\displaystyle f(\alpha )=\min S_{\alpha }}
{\displaystyle {\mathcal {ZL}}\Rightarrow {\mathcal {AC}}}
Див. книгу Куроша.